# Pandémie de Covid-19 en république démocratique du Congo
- ≥ 10 000
- 1 000 à 9 999
- 500 à 999
- 100 à 499
- 10 à 99
- 1 à 9
- 0

La pandémie de Covid-19 en république démocratique du Congo démarre officiellement le 10 mars 2020. À la date du 7 octobre 2022, le bilan est de 1 443 morts.

## Chronologie de l'épidémie

### Contexte et préparation
La pandémie de maladie à coronavirus 2019 (Covid-19) est causée par une nouvelle souche de coronavirus, le SARS-CoV-2. Les personnes contaminées peuvent ressentir de la fièvre, avoir de la toux, et éprouver une gêne respiratoire pouvant évoluer, dans les cas les plus graves, en une détresse respiratoire aigüe mortelle. Ce virus émerge en novembre 2019 dans la ville de Wuhan, en Chine. Après avoir atteint d'autres pays d'Asie, l'Iran puis l'Europe, la pandémie atteint le continent africain en février 2020, où un premier cas est enregistré en Égypte. Neuf autres pays sont touchés par la suite.
L'Organisation mondiale de la santé (OMS) exprime le 27 février, par la voix de son directeur général Tedros Adhanom Ghebreyesus, sa « plus grande préoccupation » envers l'Afrique, et notamment l'Afrique subsaharienne, soulignant la faiblesse des systèmes de santé de la plupart des pays de cette région.
Depuis 2018, la république démocratique du Congo (RDC) combat la pire épidémie d'Ebola de son histoire, qualifiée d'« urgence sanitaire de portée internationale » par l'OMS. Début mars 2020 cependant (période où la présence du coronavirus commence à être documentée sur le territoire), les nouveaux cas d'Ebola détectés se font de plus en plus rares, et l'annonce officielle de la fin de l'épidémie est envisagée par les autorités pour le 12 avril. La RDC combat également une importante épidémie de rougeole depuis plus d'un an, l'OMS ayant recensé 335 000 enfants contaminés, dont 6 300 décès, notamment dans le nord du pays.
Le 7 mars, alors qu'il n'y a pas encore de cas de Covid-19 confirmé, le ministre de la Santé, Eteni Longondo, annonce que tous les voyageurs provenant d'Italie, de France, de Chine, d'Allemagne, d'Irak et d'Iran devront être mis en quarantaine à domicile, et que ceux présentant des symptômes seront mis en isolement et pris en charge par le ministère,.
L'état d'urgence sanitaire est décrété le 24 mars par le président Félix Tshisekedi. Le confinement de la commune de La Gombe, centre administratif et commercial de Kinshasa, est décidé pour deux semaines à partir du 6 avril.
Le virologue Jean-Jacques Muyembe, connu pour sa lutte contre le virus Ebola, dirige la cellule de riposte contre ce nouveau coronavirus.

### Début de l'épidémie

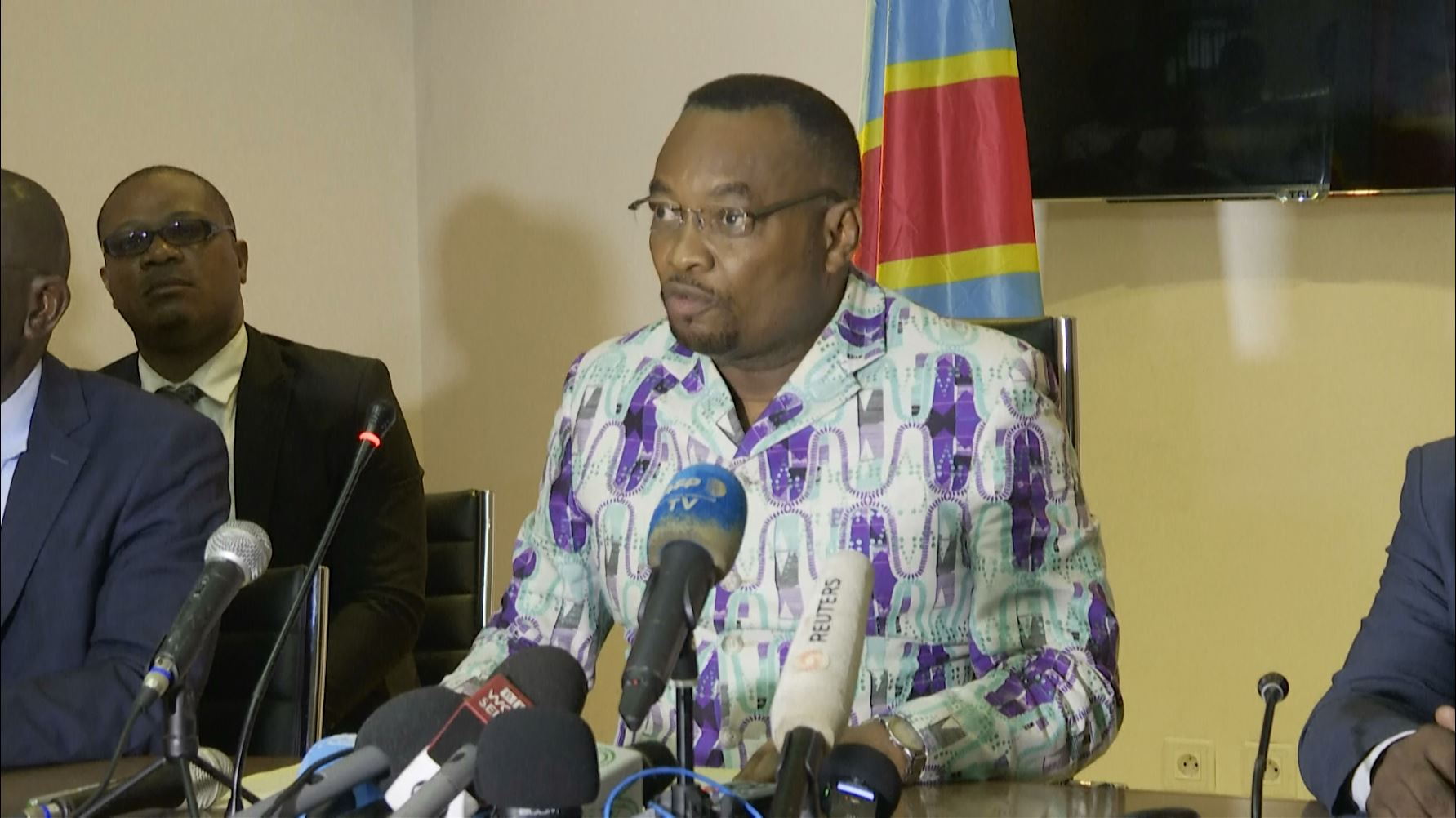
Conférence de presse du ministre de la Santé Eteni Longondo, le 10 mars 2020, pour annoncer l'identification d'un premier cas de Covid-19 en RDC.

Un premier cas est identifié le 10 mars à Kinshasa par l'Institut national de recherche biomédicale (INRB). D'abord annoncé comme étant un Belge, le ministre de la Santé, Eteni Longondo, annonce lors d'une conférence de presse qu'il s'agit en fait d'un Congolais de 52 ans revenant de France. La RDC devient ainsi le 11e pays d'Afrique à être touché par cette pandémie. De nouvelles mesures sont alors prises, et chaque personne voyageant en avion doit désormais remplir une fiche de renseignements avant d'être autorisée à débarquer.
Le 17 mars, alors que la RDC compte trois cas de Covid-19 à Kinshasa, un Conseil des ministres extraordinaire est organisé, à l'issue duquel le président Félix Tshisekedi nomme le virologue Jean-Jacques Muyembe, qui est directeur de l'INRB et déjà connu pour sa lutte contre le virus Ebola, à la tête de la riposte contre le coronavirus.
Le 19 mars, Félix Tshisekedi annonce la suspension de tous les vols provenant de pays à risque, et la fermeture de toutes les écoles et universités du pays.
Le 21 mars, alors que la RDC compte 23 cas de Covid-19, tous concentrés dans la capitale, le ministre de la Santé fait état d'un premier décès lié à cette maladie, survenu à Kinshasa. Bien qu'il ne révèle pas le nom de la victime, plusieurs médias estiment qu'il s'agit du directeur de cabinet de la ministre de l'Économie, Dédié Bandubola,.
Le 22 mars, deux cas suspects sont annoncés parmi les passagers d'un vol Congo Airways arrivé à Lubumbashi de Kinshasa. Le gouverneur de la province du Haut-Katanga, Jacques Kyabula Katwe, décrète alors un confinement total pour deux jours de toute la province. Les deux cas seront finalement testés « négatifs » quelques jours plus tard.
Le 24 mars, le ministère de la Santé annonce une première guérison pour 45 cas et deux décès.

### État d'urgence décrété

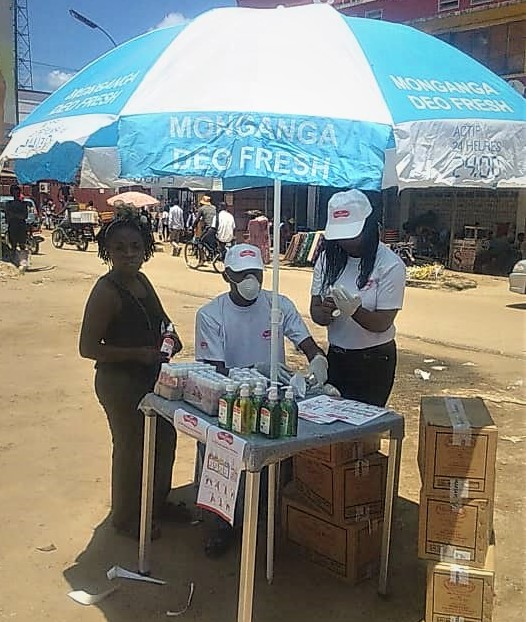
Masques et produits désinfectants à Kinshasa.

Le 24 mars 2020, dans la soirée, le président Félix Tshisekedi décrète l'état d'urgence au cours d'une allocution télévisée, ainsi que le confinement de la capitale, Kinshasa. Originellement prévu pour durer trois semaines à partir du 28 mars, ce dernier sera finalement annulé.
Le 26 mars, alors que le virus était jusqu'ici resté dans le centre-ville aisé de la capitale, Jean-Jacques Muyembe annonce qu'un premier cas a été identifié dans la province du Nord-Kivu. Carly Nzanzu Kasivita, gouverneur de la province, dément cette affirmation et indique qu'un cas a été découvert dans la province de l'Ituri, ce qui sera confirmé le 27 mars par les autorités sanitaires.
Le 29 mars, deux premiers cas sont enregistrés à Bukavu dans le Sud-Kivu. Le Pr Denis Mukwege est mis à la tête de la riposte contre le coronavirus dans cette province.
Le 31 mars, un premier cas est finalement confirmé au Nord-Kivu, dans la ville de Goma,. Le 3 avril, les autorités sanitaires annoncent avoir également découvert un premier cas à Beni (Nord-Kivu), point chaud de l'épidémie d'Ebola. Le même jour, Goma recense 2 nouveaux cas, dont une patiente revenue de Kinshasa,. Les autorités du Nord-Kivu décident alors d'isoler Goma, Beni, ainsi que la ville de Butembo, du reste de la province du Nord-Kivu pendant deux semaines à partir du 6 avril.
Le 2 avril 2020, le gouverneur de Kinshasa annonce de nouvelles mesures de confinement pour la capitale, qui ne toucheront finalement que la commune de La Gombe, centre administratif et commercial de Kinshasa, pendant deux semaines à partir du 6 avril.
Le 3 avril, un premier cas est enregistré à Idiofa dans le Kwilu, qui devient la cinquième province à être touchée par le virus.
Le 15 avril, le Comité chargé de la riposte contre la Covid-19 annonce que l'épidémie est entrée dans une phase exponentielle à Kinshasa, et que le pic sera probablement atteint durant les deux premières semaines du mois de mai 2020. Il alerte également sur un potentiel « afflux important des malades dans les structures sanitaires qui vraisemblablement seront débordées » et dit « craindre le pire » si les efforts de préparation ne sont pas finis à temps.
La prolongation de l'état d'urgence sanitaire pour deux semaines supplémentaires est votée le 23 avril par le Parlement.
Le 24 avril, un premier cas est enregistré à Lubumbashi, dans la province du Haut-Katanga.
En date du 24 juillet 2020, le ministère de la Santé recense 8 801 cas confirmés, dont 204 morts et 5 305 guérisons en RDC. La plupart des cas sont concentrés dans la capitale Kinshasa, d'autres cas ayant été documentés dans les provinces de l'Ituri, du Kwilu, du Nord-Kivu, du Sud-Kivu, Haut-Katanga, du Haut-Lomami, et de l'Équateur .

## Lutte contre le virus

### Système de santé
Touchée par une épidémie d'Ebola au Kivu depuis 2018, la république démocratique du Congo (RDC) semble mieux préparée qu'auparavant pour faire face à de nouvelles épidémies, notamment dans l'est du pays où de nouvelles habitudes ont été mises en place : tests de température aux frontières, remontée des cas suspects par les centres de santé, sensibilisation des communautés locales, formation du personnel de santé... Un nouveau laboratoire disposant d'infrastructures de pointe pour gérer les épidémies est également inauguré fin février 2020 : situé au sein de l'Institut national de recherche biomédicale (INRB) de Kinshasa, il a été financé par le Japon. L'INRB sera d'ailleurs la structure qui réalisera la plupart des tests permettant d’identifier les malades du nouveau coronavirus en RDC.
Cependant, alors que des premiers cas ont été identifiés à Kinshasa depuis le 10 mars 2020, le virologue Jean-Jacques Muyembe (directeur de l'INRB et co-découvreur du virus Ebola en 1976) estime, dans une interview au journal français Le Monde publiée le 13 mars, que la RDC n'est pas assez équipée pour faire face à cette pandémie, en dépit de sa préparation due à Ebola : « Honnêtement, on n'est pas prêts. La population à l'est du pays a été confrontée à Ebola, ils ont compris le coût en vies humaines et le coût économique. Mais à l'ouest et à Kinshasa, Ebola semble loin, donc il faut tout refaire, et vite. Le virus est entré à Kinshasa, il ne faut pas qu’il en sorte ». Il estime également que 10 % de la population pourrait être infectée, et que le système de santé est défaillant : « Nos capacités de prise en charge et de réanimation sont insuffisantes. Et je m'inquiète encore plus pour le personnel médical, qui n'est pas suffisamment équipé » 
Le 10 avril, trois jours avant que l'épidémie d'Ebola ne soit officiellement décrétée comme terminée, un nouveau décès lié à cette maladie est enregistré dans le territoire de Beni, marquant un regain de cette épidémie.
Le 15 avril, le Comité chargé de la riposte contre la Covid-19 alerte sur un potentiel débordement des structures sanitaires durant les prochaines semaines du fait de l'afflux important de patients, l'épidémie devant s’accélérer jusqu'à atteindre son pic au début du mois de mai.
Selon le gynécologue et Prix Nobel de la paix Denis Mukwege, qui dirige la cellule de riposte contre la Covid-19 dans la province du Sud-Kivu, la jeunesse de la population congolaise serait cependant un atout face à la maladie, la plupart des complications mortelles touchant surtout les personnes âgées de plus de 60 ans.

### Gestes barrières

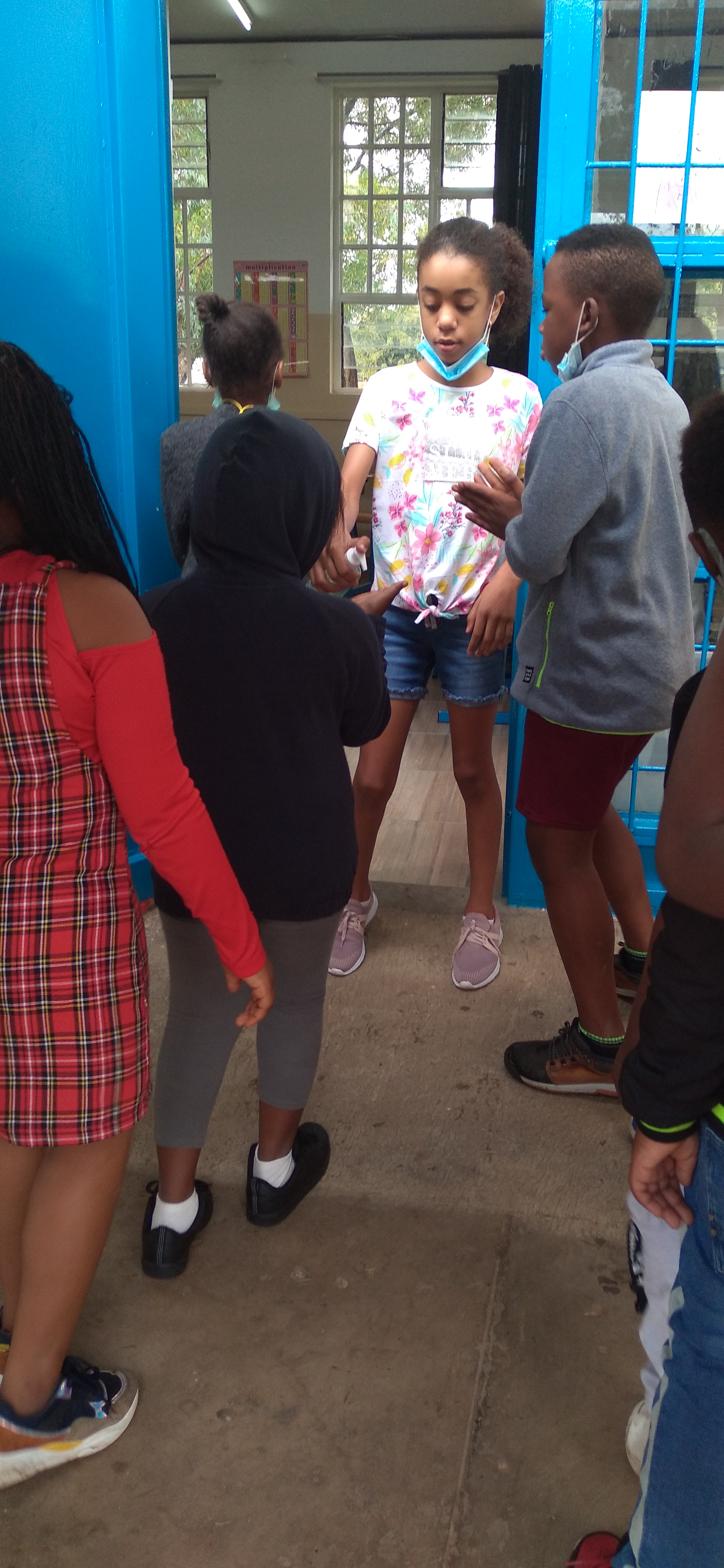
Distribution de gel hydroalcoolique avant l'entrée en classe (mars 2021).

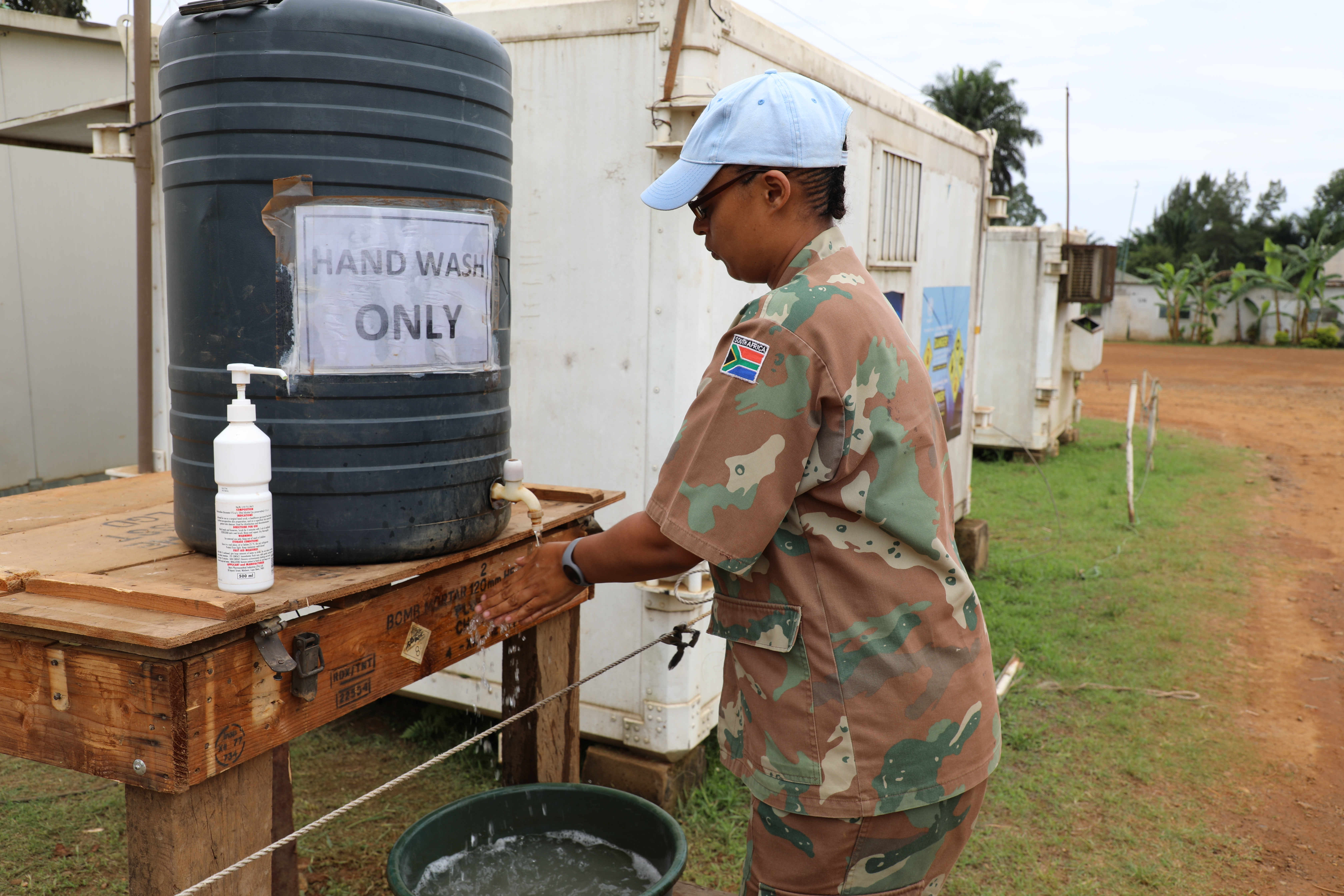
Femme soldat du contingent sud-africain de la MONUSCO se lavant les mains pour éviter de propager le virus (gestes barrières) le 29 mars 2020 à Beni (Nord-Kivu).

Pour promouvoir les « gestes barrières » et les mesures d'hygiènes permettant de ralentir la propagation du virus, le gouvernement fait imprimer des affiches en français pour sensibiliser la population de Kinshasa (épicentre de l'épidémie). Beaucoup de Kinois ne parlant cependant pas cette langue, des brochures de conseils en lingala (langue locale) sont aussi distribuées à la population.
Les gestes barrières sont cependant peu appliqués, beaucoup d'habitants ne disposant pas d'eau courante (impossibilité de se laver les mains régulièrement) ou ne respectant pas la distance minimale d'1 mètre entre personnes (distanciation physique) notamment sur les marchés bondés. Le 27 mars 2020, le ministère de la Santé lance une chaîne de télévision pour sensibiliser la population, « MINSANTE TV », ainsi qu'un site web d'information, stopcoronavirus.cd.
Le 15 avril 2020, le Comité chargé de la riposte contre la Covid-19 alerte sur le relâchement important des mesures de distanciation physique à Kinshasa, et redoute une « transmission interhumaine intense de la maladie ». Il recommande le port obligatoire du masque dans les lieux publics, notamment dans les transports en commun et sur les marchés. Le gynécologue et Prix Nobel de la paix Denis Mukwege, qui dirige la cellule de riposte contre la Covid-19 dans la province du Sud-Kivu, préconise également cette mesure. Le 18 avril, les services du Premier ministre annoncent l'obligation du port de masques dans la capitale.

### Traitement

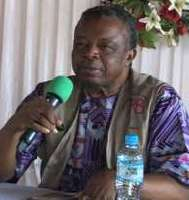
Le virologue Jean-Jacques Muyembe, nommé à la tête de la riposte contre l'épidémie en RDC.

Le 24 mars 2020, le virologue Jean-Jacques Muyembe, qui dirige la riposte contre le coronavirus, annonce avoir choisi d'utiliser la chloroquine pour traiter les malades. Ce médicament antipaludique pourrait, selon certaines études internationales, servir contre la Covid-19, mais ne fait pas l'unanimité dans la communauté scientifique, son efficacité réelle étant remise en cause. Le même jour, dans son allocution télévisée décrétant l'état d'urgence, le président Félix Tshisekedi encourage à la production de chloroquine « en quantité industrielle ».
Le 3 avril, Jean-Jacques Muyembe provoque la polémique en annonçant que la RDC s'est portée candidate pour tester un nouveau vaccin contre la Covid-19, certains Congolais refusant d'être considérés comme des « cobayes ». Face aux critiques, le docteur tente de rassurer la population le lendemain, en affirmant que le vaccin sera d'abord testé aux États-Unis, en Chine ou en Europe avant de l'être en RDC,.
Début avril 2020, le conseiller spécial du président, Vidiye Tshimanga, testé « positif » puis guéri du Covid-19, dénonce dans son témoignage la stigmatisation des malades et alerte sur le fait que de nombreux Congolais contaminés se cachent par honte d'avoir attrapé le virus.
Le 6 avril, le ministre de la Santé, Eteni Longondo, annonce avoir réceptionné 1 million de comprimés de chloroquine, qui seront donnés gratuitement aux patients.

#### Essais d'artemisia annuaet de médicaments à base de plantes locales
En mai 2020, Félix Tshisekedi, le président de la RDC se montre très intéressé par les travaux de recherche du Dr Jérôme Munyangi sur l'armoise annuelle et la Covid-19. Il invite Jérôme Munyangi à rentrer au pays pour organiser la coordination de ces recherches et réaliser les essais cliniques urgents qui s’imposent.
Le 15 juin 2020, le Comité National d’Éthique de la Recherche de la Santé de la RDC (CNES) autorise le chercheur Jérôme Munyangi à procéder à l’essai clinique de son remède traditionnel contre le Coronavirus à base d'Artemisia annua à l’Hôpital de Monkole à Kinshasa pour la période allant du 15 juin 2020 au 14 juin 2021.
En novembre 2020 la "Fondation Docteur Jérôme Munyangi", engagée dans la création d’un Centre de Recherche, grâce au financement du Fonds de promotion pour l’industrie (FPI), annonce la plantation d'artemisia sur une superficie de 60 hectares sur la Nationale numéro 1 à Menkao, dans la commune de Maluku.
Le 15 décembre 2020, le Centre de recherche pharmaceutique de Luozi (CRPL) annonce l’homologation du Manacovid pour traiter la Covid-19 en république démocratique du Congo. Les résultats des essais ont été observés par trois équipes de médecins sur un total de 300 cas testés positifs avec symptômes de Covid-19. Tous ces cas ont été contrôlés négatifs avec disparition des symptômes et une bonne tolérance, en cinq jours de traitement, soit 100 % de guérison. Le Manacovid, "produit à base des plantes médicinales locales" riches en quercétine, a été mis au point et breveté en mars 2020 par le pharmacien chercheur congolais, Etienne Flaubert Batangu Mpesa, à la tête d’une équipe de chercheurs pharmaciens.
Le produit est validé, le 11 janvier 2021, par le ministre de la Santé publique. Le Manacovid est commercialisé pour 110 dollars le flacon.
Le jeudi 14 janvier 2021, Jérôme Munyangi présente au Directeur général du FPI, Patrice Kitebi Kibol Mvul, l' ArtiCovid, un protocole de 10 jours pour lutter contre la Covid-19, projet financé par le FPI, par la création d’une formule à base d'Artemisia annua, destinée à la lutte contre le paludisme et le coronavirus.
“L’urgence nous a poussé aux recherches sur la formule appropriée qui réunit toutes les exigences pharmacologiques sur la covid-19." . Il attend "la fin des essais cliniques en cours, avant son éventuelle homologation par l’autorité sanitaire du pays".

### Confinements

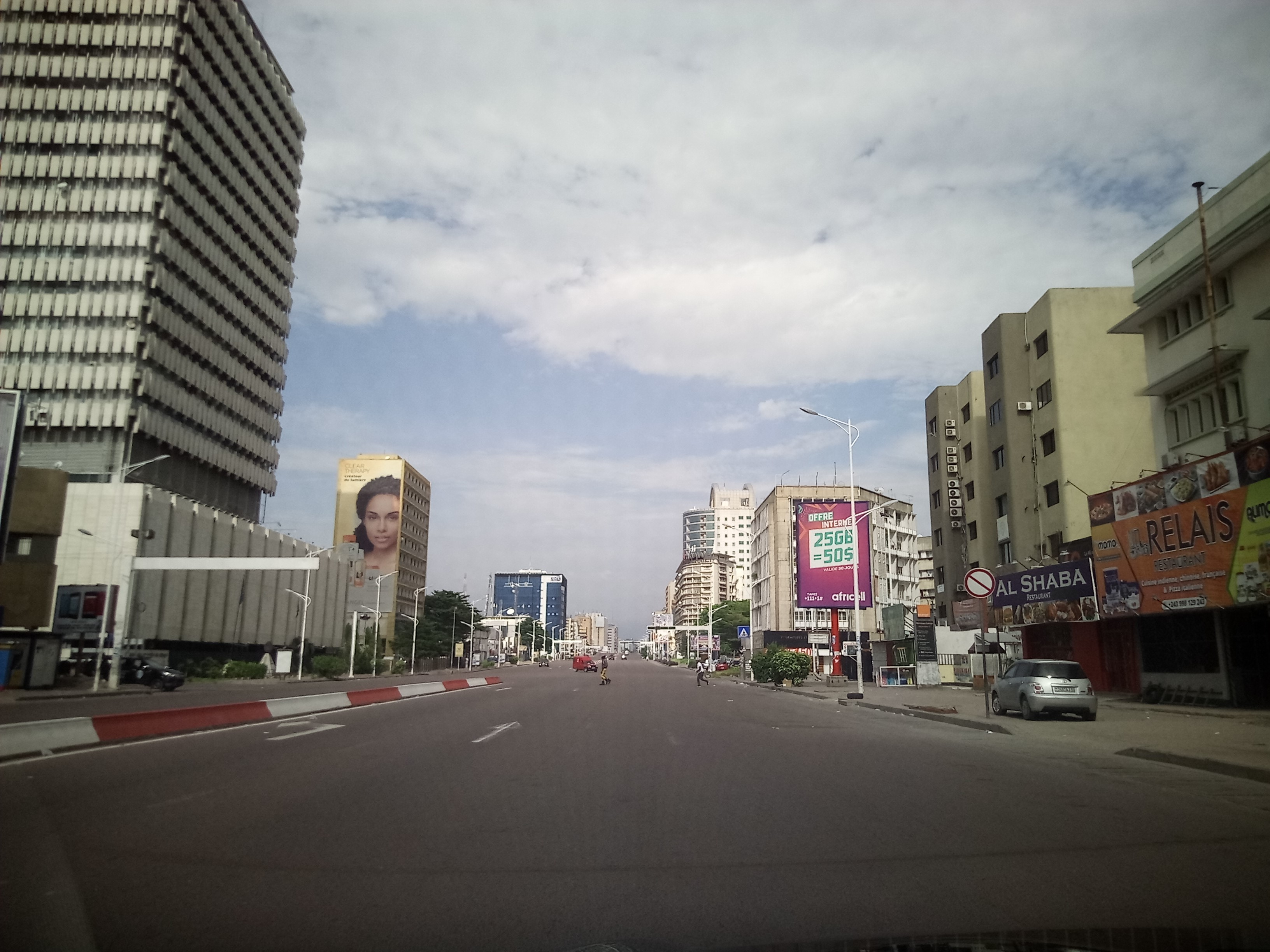
Boulevard du 30 Juin désert à Gombe (Kinshasa) durant le confinement (6 avril).

#### Confinement de la capitale
Le 23 mars, alors que le pays compte une quarantaine de cas tous concentrés dans la capitale, les députés Claudel Lubaya, Patrick Muyaya, Juvénal Munubo, ainsi que la sénatrice Francine Muyumba, appellent à mettre Kinshasa en quarantaine,.
Le 24 mars, à l'occasion de son allocution télévisée décrétant l'état d'urgence, le président Félix Tshisekedi annonce l'isolement de la capitale. Le 26 mars, le gouverneur de la province de Kinshasa, Gentiny Ngobila, précise les modalités du confinement. Il s'agira d'un « confinement total intermittent » commençant à partir du 28 mars, et alternant quatre jours de confinement total puis deux jours où les déplacements pour s'approvisionner seront autorisés, en rotation pendant trois semaines. Le mouvement Lutte pour le changement (Lucha) dit craindre une « catastrophe humanitaire ou des émeutes », ces mesures risquant de faire baisser les revenus de nombreux habitants et d'en exposer certains au risque de mourir de faim. La panique s'empare des habitants, et les supermarchés sont pris d'assaut avec des queues de plusieurs centaines de mètres,.
Le 27 mars, le gouverneur de Kinshasa décide finalement de reporter le confinement de la capitale à une date non-déterminée, invoquant un problème de flambée des prix des biens de première nécessité, ainsi qu'un risque d'insécurité. Ce cafouillage est notamment critiqué par le cardinal Ambongo, qui déclare : « cette situation est tout simplement insupportable. Ne jouons pas avec la vie de notre peuple ».
Le 2 avril, le gouverneur de Kinshasa annonce de nouvelles mesures de confinement pour la capitale, qui ne toucheront finalement que la commune de La Gombe, centre administratif et commercial de Kinshasa, pendant deux semaines à partir du 6 avril. Ces nouvelles mesures sont contestées et plusieurs personnalités et organisations appellent à un confinement total de Kinshasa pour freiner la propagation du virus, comme le mouvement Lutte pour le changement (Lucha) ou l'ancien ministre de la santé, Félix Kabange Numbi,.
Les supermarchés, banques et stations-service de La Gombe se retrouvent fermés à partir du 6 avril. L'accès à la commune est filtré par des policiers : un laissez-passez, ainsi que le lavage des mains et une prise de température sont obligatoires pour pouvoir passer les barrages. Les sans-abris et les enfants des rues circulent cependant librement. Le 15 avril, le Comité chargé de la riposte contre la Covid-19 conseille d'étendre le confinement aux communes voisines de La Gombe, où un relâchement dans le respect des gestes barrières (et notamment de la distanciation physique) a été observé, faisant craindre une diffusion rapide du virus.

#### Autres confinements
Un confinement de deux jours est décrété le 22 mars dans la province du Haut-Katanga par le gouverneur Jacques Kyabula Katwe, alors que deux cas suspects (finalement testés « négatifs ») sont annoncés parmi les passagers d'un vol Congo Airways arrivé à Lubumbashi de Kinshasa.
À partir du 6 avril, les autorités du Nord-Kivu décident d'isoler Goma, Beni, ainsi que la ville de Butembo, du reste de la province pendant deux semaines.
Le 18 avril, le gynécologue et Prix Nobel de la paix Denis Mukwege, qui dirige la cellule de riposte contre la Covid-19 dans la province du Sud-Kivu, plaide pour un confinement partiel des seules personnes âgées de plus de 60 ans (plus exposées aux complications mortelles de la maladie), soulignant la difficulté de réaliser un confinement généralisé de la population dont une grande majorité vit de manière précaire dans des logements insalubres.

### Apport des médias
Le 28 avril 2020, le ministre de la santé de la république démocratique du Congo, le docteur Eteni Longondo, inaugure la station de radio Minsanté FM, destinée à relayer une information fiable sur la pandémie de Covid-19.

## Conséquences

### Politiques
Le 15 mars 2020, les deux chambres du Parlement congolais (Assemblée nationale et Sénat) publient un communiqué conjoint indiquant suspendre leurs activités du 18 mars au 5 avril à cause de la pandémie.
Le gouvernement est quant à lui directement touché par le coronavirus. Durant le Conseil des ministres extraordinaire du 17 mars, la ministre de l'Économie Acacia Bandubola commence à présenter des symptômes. Elle et son mari sont ensuite testés positifs au Covid-19, ayant été contaminés par le directeur de cabinet et frère de la ministre, Dédié Bandubola, revenu d'un voyage en France. Ce dernier mourra quelques jours plus tard, devenant le premier Congolais à succomber au Covid-19. Plusieurs autres ministres se font tester après cette réunion, mais seul le ministre de la Justice, Célestin Tunda Ya Kasende, rendra public le caractère « négatif » de son test.
Plusieurs autres personnalités proches du président Félix Tshisekedi sont testés positives, certaines étant même décédées, dont son oncle et chef de son cabinet civil, l'évêque Gérard Mulumba Kalemba, ou encore Jean-Joseph Mukendi wa Mulumba, bâtonnier et ex-conseiller politique de feu Étienne Tshisekedi (père du président).
Le 3 avril, Félix Kabange Numbi Mukwampa, ancien ministre de la Santé et membre du Front commun pour le Congo (coalition de l'ex-président Joseph Kabila), critique la décision du gouvernement de ne confiner que la commune de La Gombe, et non tout Kinshasa. Il estime en outre que le gouvernement n'a pas été capable d'assister les populations les plus démunies, et dit craindre la réaction de ces dernières si le nombre de morts augmente.
Une crise politique commence en outre à couver au sein de la coalition au pouvoir : la présidente de l'Assemblée nationale Jeannine Mabunda Lioko et le président du Sénat Alexis Thambwe Mwamba, tous deux proches de l'ancien président Joseph Kabila, accusent Félix Tshisekedi d'avoir décrété l'état d'urgence sanitaire sans autorisation préalable du Parlement, et souhaitent organiser un Congrès pour « corriger cette irrégularité ». Le camp présidentiel refuse, et la Cour constitutionnelle donne finalement raison au chef de l'État. Un vote prolongeant l'état d'urgence sanitaire de deux semaines se tient le 23 avril et met fin à la crise politique.

### Économiques
L'impact économique de la crise sanitaire en RDC sera probablement sévère selon le Fonds monétaire international (FMI), qui s'attend à une récession en 2020, avec une baisse de -2,2 % du PIB congolais. Le 22 avril, l'organisation financière annonce avoir décidé de débloquer 363,27 millions de dollars afin d'aider la RDC, dans le cadre de son dispositif « Facilité de crédit rapide » (FCR). Le 27 avril, le premier ministre Sylvestre Ilunga annonce que le budget de 11 milliards de dollars prévu pour l'année 2020 ne pourra pas être mis en œuvre à cause de la pandémie. Le contexte économique a en effet été fortement bouleversé : la RDC ayant une économie extravertie, elle est très dépendante de ses échanges avec le reste du monde, et « les recettes ne suivent pas, alors que les dépenses sont toujours importantes ». Ce budget, voté fin 2019, avait déjà été critiqué à l'époque par le FMI, qui le trouvait « irréaliste ».
De plus, les mesures de confinement sont difficiles à mettre en place sur le plan économique, notamment à Kinshasa où une grande partie de la population vit de manière précaire. Le mouvement Lutte pour le changement (Lucha) dit ainsi craindre une « catastrophe humanitaire ou des émeutes » lorsque les autorités annoncent fin mars le confinement de la capitale. Celui-ci risque en effet de faire baisser les revenus de nombreux habitants et d'en exposer certains au risque de mourir de faim, car une impossibilité de sortir signifie une impossibilité de travailler et de gagner de l'argent pour se nourrir. Les mesures barrières et le confinement mettent ainsi en péril le secteur informel, basé sur la mobilité humaine, qui fournit des emplois à plus de 77 % des Congolais et permet à des nombreux ménages de vivre au jour le jour.

### Sociales
Une explosion des cas de violences domestiques sur les femmes est observée pendant le confinement, ces dernières étant obligées de rester enfermées toute la journée avec leur agresseur. Une augmentation des divorces est également observée à Kinshasa.
La hausse du taux de chômage, déjà observée à Kinshasa avant l'épidémie, s'intensifie, et une recrudescence des actes de banditisme (braquages à main armée notamment) est observée dans la capitale pendant le confinement.
À la suite de la fermeture des écoles, 27 millions d’enfants congolais seraient privés d’éducation selon l'UNICEF. Une chaîne de télévision créée en 2019 par le ministère de l'Éducation, « Educ-TV », propose des programmes éducatifs pour y remédier. Le 26 avril 2020, l'apprentissage par la radio est lancé par le gouvernement. La Radio nationale congolaise et Radio Okapi proposent alors des émissions éducatives, avec l'appui de l'UNICEF. Une distribution de kits d'apprentissage est aussi prévue pour 25 millions d’enfants.

### Infox

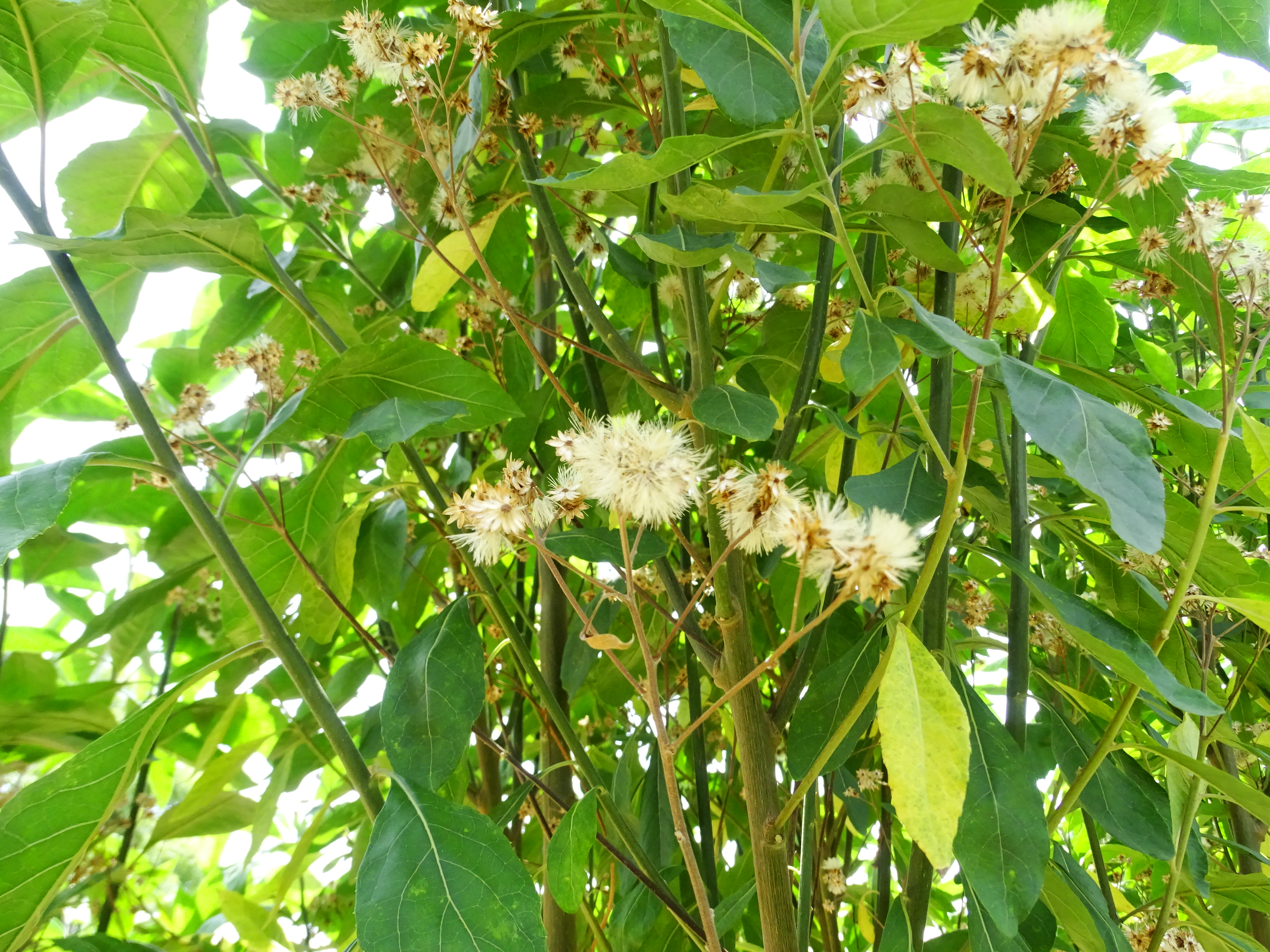
Le « Kongo bololo » (vernonie commune), dont la consommation immuniserait contre le coronavirus selon une rumeur persistante en RDC.

Les infox concernant la Covid-19 circulent beaucoup au sein de la population, certains Congolais pensant par exemple que le virus n'existe tout simplement pas ou qu'il ne toucherait que les Blancs. Dès le 10 mars (jour de l'annonce du premier cas), une fausse information circule sur les réseaux sociaux indiquant que le virologue Jean-Jacques Muyembe aurait affirmé que « la peau noire ne peut pas être affectée par le coronavirus ». Celui-ci dément ces allégations le 18 mars à l'AFP, indiquant : « c'est scientifiquement infondé. La preuve, nous avons sept cas et ces sont des Congolais, et noirs. Les noirs sont tout aussi sensibles au Covid que la peau blanche ».
Certains Congolais pensent également que consommer du « Kongo bololo » (vernonie commune) immuniserait contre le coronavirus. L'Organisation mondiale de la santé (OMS) déconseille toute automédication avec cette plante, indiquant que rien ne prouve que sa consommation permet de prévenir ou de guérir la maladie. Un homme de 30 ans meurt d'ailleurs le 4 avril à Gemena (Sud-Ubangi) des suites d'une intoxication au « Kongo bololo », après en avoir consommé pour se prémunir contre le virus,.
Ces infox sont dues au manque d'informations ainsi qu'aux « couacs » du gouvernement dans sa communication de crise (erreur sur la nationalité du premier patient, sur la localisation du premier cas hors de Kinshasa, report du confinement de la capitale, etc.), qui créent une défiance de la population envers les autorités, certains pensant que le gouvernement ment pour débloquer des fonds.

### Tourisme
Le 23 mars, le Parc national des Virunga décide de fermer ses portes aux touristes jusqu'en juin 2020, afin de protéger les gorilles du coronavirus, ces animaux étant sensibles aux maladies respiratoires des êtres humains selon WWF.

## Statistiques

Nombre de cas en république démocratique du Congo depuis le début de l'épidémie.

Nombre de morts en république démocratique du Congo depuis le début de l'épidémie.